# Corydoras coriatae
Corydoras coriatae är en fiskart som beskrevs av Burgess, 1997. Corydoras coriatae ingår i släktet Corydoras och familjen Callichthyidae. Inga underarter finns listade i Catalogue of Life.